# 劳特埃肯
劳特埃肯（德語：Lauterecken，發音：[ˈlaʊtɐˌʔɛkn̩] ⓘ）是德国莱茵兰-普法尔茨州库瑟尔县的城市，面积8.89平方千米，2023年12月31日人口为2,044人。

## 友好城市
- 法國 松贝农（1974年）